# Dioscorea ferreyrae
Dioscorea ferreyrae är en enhjärtbladig växtart som beskrevs av Franklin Ayala. Dioscorea ferreyrae ingår i släktet Dioscorea och familjen Dioscoreaceae. Inga underarter finns listade i Catalogue of Life.